# Carl Ludwig Siegel
Carl Ludwig Siegel, nemški matematik, * 31. december 1896, Berlin, Nemško cesarstvo (sedaj Nemčija), † 4. april 1981, Göttingen, Zvezna republika Nemčija (sedaj Nemčija).
Siegel je bil strokovnjak na področju teorije števil in nebesne mehanike. Med drugim je znan po svojih dosežkih k Thue-Sigel-Rothovem izreku v teoriji diofantskih približkov in Smith-Minkowski-Sieglovi masni formuli za kvadratne forme. Veljal je za enega najpomembnejših matematikov 20. stoletja.
Weil je brez pomislekov imenoval Siegla za največjega matematika prve polovice 20. stoletja. Selberg je o Sieglu in njegovem delu dejal: 
| “ | Verjetno je bil na nek način najprepričljivejši matematik, kar sem jih srečal. Rekel bi, na nek način, čudovito takšen. Stvari, h katerim je bil usmerjen Sigel, so se po navadi zdele nemogoče. Tudi potem, ko so bile končane, so se še vedno zdele skoraj nemogoče. | ” |